# Sephena signa
Sephena signa är en insektsart som beskrevs av Medler 2000. Sephena signa ingår i släktet Sephena och familjen Flatidae. Inga underarter finns listade i Catalogue of Life.